# Ільченко Олесь Григорович
Олесь Ільченко (Олекса́ндр Григо́рович І́льченко) (нар. 4 жовтня 1957, Київ) — український поет, прозаїк, сценарист, живописець.

## Біографія
Освіта — природнича і літературна: закінчив Київський педагогічний університет ім. М.Драгоманова і Московський літературний інститут ім. Горького. Автор 37 книг для дітей і дорослих, а також численних публікацій в пресі на культурологічні теми. Лауреат телепремій «ТЕФІ» й «Телетріумф» (2006), переможець конкурсу журналу «Кореспондент» «Найкраща книга року — 2010». Член Асоціації українських письменників, Національної спілки письменників України, Національної спілки журналістів України. Пише, прозу, вірші та сценарії (на один з них поставлено художній фільм «Я той, хто є...», 1990), з 2012 року професійно займається живописом. Книги видано в Сербії та Великій Британії. Вірші перекладено в США, Сербії, Литві, Росії.

## Кар'єра
Тривалий час працював журналістом, редактором на телеканалі «1+1». Головний редактор проекту «Танцюю для тебе». Редактор редакції шоу-програм на ТБ (програми «Перший мільйон», «Форт Буаяр», «Самый умный»). З 2007 року — на творчій роботі. З 2011 року мешкає в Женеві, Швейцарія.

## Хобі
Олесь Ільченко любить подорожувати, займатися кулінарією, колекціонує старі київські цеглини й інколи ходить з друзями фотографувати зникаючу архітектуру Києва.

### Поетичні збірки
- «Зимовий сад» (К.: Молодь, 1991)
- «Сузір'я АС» (К.: Nota bene, 1993)
- «Інакший краєвид» (1997)
- «Аркуші» (2004)
- «Міста і острови» (Факт, 2004)
- «Розмова перед тишею» (Факт, 2005)
  - (переклад англійською) «Conversations before Silence» (London, Glagoslav Publications, 2017)
- «Деякі сни, або Київ, якого немає» (К.:Грані-Т, 2008)
- "Просто неба. Вірші під час війни" (К.: ДІПА, 2025)

### Романи
- Місто з химерами (К.: Грані-Т, 2009; К.: «Комора», 2018)
- (переклад сербською) «Град с химерама» (Београд, 2019)
- Моя кохана К'яра (К.: Грані-Т, 2011)
- Порт Житана (Чернівці: Meridian Czernowitz, 2020)
- Sweet світ. Чернівці: Meridian Czernowitz, 2021

### Повість
- Абсолютний чемпіон (К.: Грані-Т, 2011)

### Книги для дітей і підлітків
- Олесь Ільченко про Леонардо да Вінчі, Карла Ліннея, Жюля Верна, Джона Рокфеллера, Лесю Українку, Вінстона Черчілля (К.: Грані-Т, 2007, 2009, серія «Життя видатних дітей»)
- Олесь Ильченко о Леонардо да Винчи, Карле Линнее, Жуле Верне, Джоне Рокфеллере, Лесе Украинке, Уинстоне Черчилле (К.: Грані-Т, 2007, серія «Життя видатних дітей»)
- Козак, Король, Крук: іронічні казки (К.: Грані-Т, 2007)
- Таємниця старої обсерваторії (К.: Грані-Т, 2008, 2010, серія «Сучасна дитяча проза»)
- Загадкові світи старої обсерваторії (К.: Грані-Т, 2009, серія «Сучасна дитяча проза»)
- Мандрівка Дощинки (К.: Грані-Т, 2008, серія «Історії в малюнках для найменших від Олеся Ільченка»)
- Пригоди неприбраних іграшок (К.: Грані-Т, 2008, серія «Історії в малюнках для найменших від Олеся Ільченка»)
- Як коник співати навчився (К.: Грані-Т, 2008, серія «Історії в малюнках для найменших від Олеся Ільченка»)
- Медгоспіталь (К.: Грані-Т, 2008, серія «Дивний детектив-08»)
- Пастка для ґеймера (К.: Грані-Т, 2008, серія «Дивний детектив-08»)
- Смертельний круїз (К.: Грані-Т, 2008, серія «Дивний детектив-08»)
- Наші птахи (К.: Грані-Т, 2008)
- Як автомобілі дорогу будували (К.: Грані-Т, 2009, серія «Історії в малюнках для найменших від Олеся Ільченка»)
- У кого ріжки кращі (К.: Грані-Т, 2009, серія «Історії в малюнках для найменших від Олеся Ільченка»)
- Пригоди динозавриків (К.: Грані-Т, 2009, серія «Історії в малюнках для найменших від Олеся Ільченка»)
- Де живуть тварини? (К.: Грані-Т, 2009, серія «Історії в малюнках для найменших від Олеся Ільченка»)
- Риби річок та озер (К.: Грані-Т, 2009)
- Чорне озеро кохання (К.: Грані-Т, 2009, серія «Дивний детектив-08»)
- Як крокодилу зуби лікували (К.: Грані-Т, 2010, серія «Історії в малюнках для найменших від Олеся Ільченка»)
- Бджолині родичі (К.: Грані-Т, 2010)
- Дерева (К.: Грані-Т, 2010)
- Жуки та інші поважні особи (К.: Грані-Т, 2011)

## Виставки живопису
Basel Art Center, SUPERNOVA, Basel 2022
Impact Hub Bern, Windows into space, Bern, 2022